# Миссия иезуитов в Китае

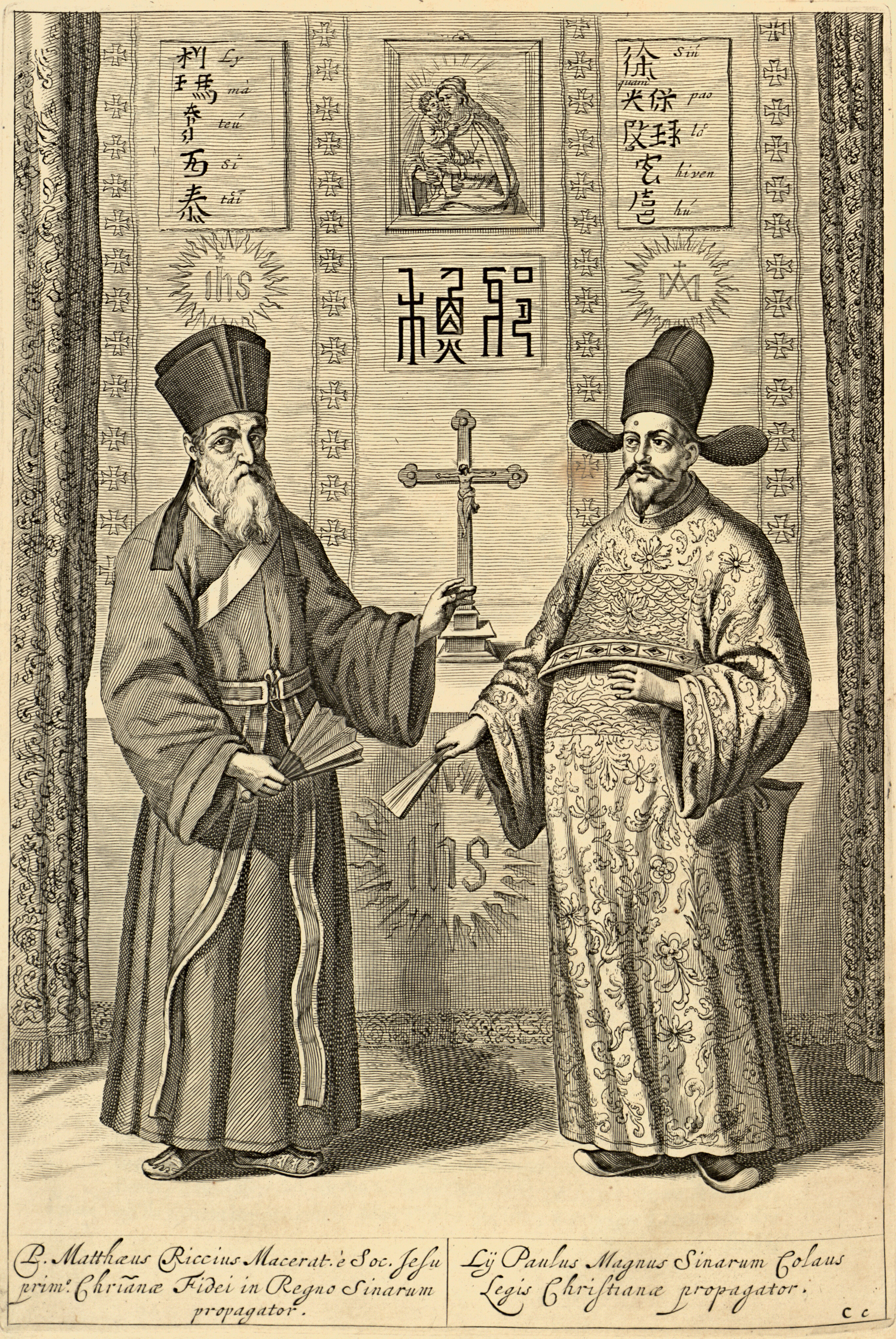
Маттео Риччи и Сюй Гуанци. Гравюра из французского издания «Китайских памятников» Афанасия Кирхера (1670)

Миссия иезуитов в Китае — христианская миссия, действовавшая на территории Китая в XVI—XX веках. От самого основания Ордена иезуитов в 1534 году его братья дали обет апостольского служения в Святой земле или (если это окажется невозможным) в других частях света, по выбору папы Римского. После 1540-х годов Римская курия стала направлять иезуитских миссионеров в различные регионы Азии, Африки и Нового Света. Первая попытка начать миссионерскую деятельность иезуитов в Китае относится к 1552 году. Однако одному из основателей ордена — Франциску Ксаверию, — успешно работавшему в Японии, не удалось получить разрешения пересечь границу Китая. После 1562 года орден иезуитов действовал в Макао.
В историографии выделяются Первая (1552—1773) и Вторая (1844—1950) орденские миссии в Китае, которые отличались как характером деятельности, так и историко-культурным контекстом.
Основателем Первой миссии были Алессандро Валиньяно, который в 1583 году направил в Гуанчжоу Микеле Руджери. С 1601 года Маттео Риччи обосновался в Пекине. История Первой миссии является частью глобальной истории культуры, приведя к интенсивному обмену европейских стран и Китая в области естественных наук, картографии, астрономии, ботаники, а также искусства и даже ремёсел. Попытка донести христианские догматы до китайских интеллектуалов привела к затяжной дискуссии, так называемым «фигуралистским спорам». Монахи-иезуиты в XVII—XVIII веках занимали особое положение при императорском дворе династий Мин и Цин, вели проповедь среди представителей элиты, интенсивно занимались переводческой деятельностью, были техническими специалистами, задействованным в астрономических и календарных расчётах, и изготовлении вооружений. Это не исключало гонений на иезуитов, последовавших в 1616—1623 и 1665—1671 годах. В Европе иезуиты вели широкую пропаганду достижений китайской цивилизации, впервые перевели на латинский язык «Лунь юй» (1667). Жозеф де Мойрияк де Майя прославился как картограф, и написал первую сводную историю Китая на европейском языке — «Histoire générale de la Chine» (окончена в 1730, напечатана в 1777—1783 годах). Составленный Жаном-Батистом Дюальдом свод «Географическое, историческое, хронологическое и физическое описание Китайской империи и китайской Татарии» (1736), оказал сильное влияние на интеллектуалов эпохи Просвещения. Формально миссия завершилась после роспуска ордена в 1773 году, её участники по разрешению цинского правительства оставались в Пекине, в том числе Жан Амио. Последний участник Первой миссии скончался в 1838 году. Подсчитано, что за весь период Первой миссии в её составе участвовали 920 отцов-иезуитов, из которых 314 были португальцами и 130 — французами. Общее число обращённых китайцев составляло порядка 200 тысяч человек.
После подписания франко-китайского Договора Хуанпу в 1844 году, миссия иезуитов вернулась к деятельности в Китае, которая продолжалась до создания Китайской народной республики. Главная резиденция Второй миссии с 1847 года располагалась в Сюйцзяхуэе, где имелось несколько монастырей, приют, типография, метеорологическая обсерватория, школы, и прочее. С 1856 году Цзяннаньская епархия была переподчинена парижскому провинциалу ордена; главными областями для проповеди были Цзянсу и Аньхой. Провинциал Шампани с того же года окормлял апостольский викариат в Сяньсяне, где также имелся образовательный и научный центр. В этом центре работали переводчики Серафин Куврёр и Леон Вигер. Сянсяньский викариат сильно пострадал во время Боксёрского восстания. Орден иезуитов основал два университета — шанхайский Университет Авроры и тяньцзиньский Университет Цзиньгу. Кроме того, в 1928 году Калифорнийская провинция ордена иезуитов основала свою миссию в Китае, которая располагала учебными заведениями в Шанхае, Нанкине и Янчжоу. В общей сложности, число миссий достигло девяти. В 1844—1950 годах в Китае действовали 1121 монах-иезуит европейского происхождения и ещё 286 — китайского, окормляя 10 епархий и 500 церковных приходов в Хэбэе, Цзянсу и Аньхое. В 1954 году все миссионеры-иностранцы были изгнаны из материкового Китая, оставшиеся подвергались репрессиям.
В Гонконге и Макао имеются учебные заведения иезуитов, с 1926 года действует Ирландская иезуитская миссия. В 1961 году в Тайбэе был воссоздан Католический университет Фужэнь, орден иезуитов представлен на Тайване рядом учебных заведений.